# Poesia giambica
La poesia giambica era un tipo di poesia simposiale della Grecia arcaica nata intorno al VII secolo a.C., caratterizzata da turpiloquio, invettiva, osceno e ridicolo. 

## Storia
Prende il suo nome dal metro che la caratterizza, il giambo appunto, caratterizzato da ritmo ascendente e rapido. La parola veniva fatta risalire a due figure mitologiche: la prima da Iambo, figlio di Ares, che, secondo Omero, aveva un'andatura claudicante (riconducibile alla sequenza delle sillabe breve-lunga) e un tono di voce terrificante e possente (nel giambo ritroviamo, specie nell'invettiva, parole molto dure); Iambe, serva di Demetra, che si narra fosse stata l'unica a far sorridere la padrona rattristata per la sparizione della figlia Persefone (allusione alla derisione tipica del giambo).
L'inventore di questo genere di poesia è ritenuto unanimemente Archiloco di Paro, e i suoi maggiori esponenti sono Ipponatte di Efeso, Semonide di Amorgo e il poeta romano Orazio. La poesia giambica si recitava in parakataloghèː la voce narrante era, cioè, accompagnata da uno strumento a corda o a fiato, senza arrivare al canto spiegato vero e proprio. 

## Tematiche
Comunemente i giambi erano caratterizzati da argomenti e toni realistici e come detto il tratto specifico era l'attacco personale, l'irrisione, la derisione, l'invettiva. Essa tuttavia non è da vedere come un genere di poesia negativa, in quanto criticando certe cose, esorta a fare l'opposto. L'elemento comune in tutta la poesia giambica è l'accusa, che attira, infatti, l'attenzione su comportamenti pericolosi o inadatti. 
Il componimento giambico, non diversamente dalla lirica monodica, è indirizzato a un pubblico con valori e costumi condivisi, che sono rappresentati come minacciati, come ad esempio una corporazione di cittadini o compagni. Qualunque sia la sua composizione reale, il pubblico è scelto per il ruolo di amici comuni e la loro amicizia (φιλότης, philotēs) è affermata in vari modi: il poeta, parlando di persona, potrebbe criticare direttamente qualcuno, che sia un membro del gruppo o un estraneo; il poeta potrebbe recitare il ruolo di qualcuno colpevole di cattiva condotta, condannando "se stesso" con le sue stesse parole; il poeta potrebbe raccontare una storia, combinando "autoaccuse" con un racconto narrativo di cattiva condotta.